# Sphaeroma papillae
Sphaeroma papillae is een pissebed uit de familie Sphaeromatidae. De wetenschappelijke naam van de soort is voor het eerst geldig gepubliceerd in 1938 door Bayliff.